# 拉本巴赫河
47°52′28″N 12°14′53″E / 47.87454°N 12.24815°E
拉本巴赫河（德語：Labenbach），是德國的河流，位於該國東南部，由巴伐利亞負責管轄，該河流最終注入錫姆斯湖，河道全長1.6公里，流經羅森海姆縣。